# Northrop AQM-35

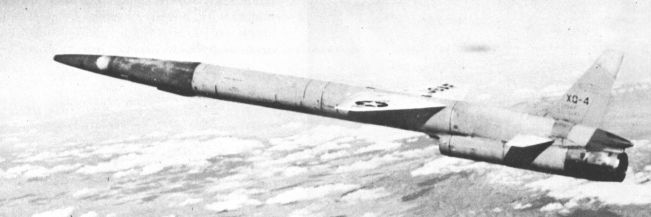
XQ-4 em voo

O AQM-35 foi um drone alvo supersônico produzido pela Northrop Corporation. O projeto começou como a designação de RP-61, depois se tornando o XQ-4 durante o desenvolvimento e Q-4 quando a Northrop recebeu o contrato para a produção das aeronaves. Após a reforma do sistema de designação das Forças Armadas dos Estados Unidos, os drones passaram a se chamar AQM-35. A Força Aérea dos Estados Unidos queria usar os drones como alvos aéreos para os seus mísseis terra-ar. Os drones eram lançados no ar a partir de aeronaves DC-130 Hercules (que controlava o drone). Ironicamente o drone possuía capazes de voo muito altas fazendo com que não se tornasse um bom alvo para os mísseis. Uma função secundária como aeronave de reconhecimento também foi planejada. Apenas 25 deles foram produzidos, sendo retirados de serviço na década de 1960.

## Variantes
XQ-4Protótipo do RP-61, um drone alvo superônico.
Q-4Modelo de produção.
Q-4ADesenvolvido com um motor Fairchild J83 e uma assinatura de radar modificada para testar o míssil CIM-10 Bomarc. Quando o motor não pode ser desenvolvido a tempo, o variante foi cancelado.
Q-4BVariante com uma turbina J85-GE-5 mais potente e fuselagem mais resistente. Essa variante voou pela primeira vez em 1961.
AQM-35ADesignação após 1962 para o drone Q-4.
AQM-35B:Designação após 196  para o drone Q-4B